# Флувијални процес
Флувијални процес је геоморфолошки процес који настаје деловањем сталних линијских токова на нерастворљиве стенске масе. Сталне линијске водотоке представљају реке и њихове притоке, укључујући и потоке у којима ток воде никада не престаје. Флувијални процес представља најраспрострањенији, па стога и најзначајнији геоморфолошки процес на копну.
Битне карактеристике флувијалног процеса су:
- флувијални процес развијен је на веома великом простору;
- процес је непрекидан и дуготрајан;
- процес се развија на површи терена, по одређеним правцима и има изразит линијски карактер.

## Механизам процеса
Агенс флувијалног процеса је кинетичка енергија сталних водотока. С обзиром на то да се ради о великим количинама воде и значајним брзинама њеног тока, то је и кинетичка енергија велика. Имајући у виду дуготрајно и непрекидно дејство, рад који реке обављају има изузетно велики удео у морфолошком обликовању копненог рељефа. У механизму процеса учествују сва три елемента: ерозија, транспорт и акумулација.

### Ерозија
Флувијална ерозија манифестује се у три вида: непосредна, посредна ерозија и пратеће, изазване појаве.
Непосредна ерозија чини основни вид разарања постојећих облика. Водена маса при кретању покреће растресит материјал и откида комаде матичне стене корита којим се креће. 
Посредна ерозија обавља се покренутим материјалом. Стенски материјал који вода вуче по дну, или подиже и носи као лебдећи, представља алат којим водоток делује на стенску масу преко које протиче. Учинци посредне ерозије веома су значајни и, ако не превазилазе ефекте непосредне ерозије, свакако се са њима могу изједначити.
Пратеће, изазване појаве флувијалним процесом генетски припадају групи падинских процеса. Пролувијални и делувијални процеси делују на падинама које представљају стране речних долина. Воде које учествују у тим процесима и материјал који оне преносе повезују се са сталним линијским токовима флувијалног процеса и с материјалом који се током њега транспортује и акумулира. Сем тога, поткопавањем падина дејством флувијалне ерозије нарушава се њихова природна равнотежа и активирају колувијални покрети стенске масе, као што су клижења, одроњавања и пузања. 
Флувијална ерозија, без обзира на то у ком се виду јавља, усмерена је у дубину, с ефектима продубљења речног корита. Такво дејство назива се вертикална ерозија. С друге стране, ерозија је усмерена и на бокове, тј. стране речне долине, која тежи да их ублажи. Такво дејство назива се бочна ерозија. 
У принципу, непосредна ерозија делује првенствено као вертикална, посредна ерозија делује и вертикално и бочно, док пратеће, изазване појаве делују бочно, с ефектима ублажавања нагиба долинских страна. 

### Транспорт материјала
Битне карактеристике флувијалног транспорта чине његова дуготрајност и одвијање на веома великим растојањима. 
Транспорт се обавља вучењем, тј. котрљањем материјала по дну водотока, или његовом суспензијом, тј. лебдењем у воденој маси. Начин преноса зависи од кинетичке енергије водотока и крупноће материјала. Наведене карактеристике условљавају да се материјал током транспорта обрађује, заобљава и врло фино издваја по крупноћи. 
Кинетичка енергија водотока током транспорта вишеструко се мења. Делове тока с великом енергијом смењују дужи или краћи делови реке где је ток спор, а његова енергија знатно смањена. При смањењу енергије долази до акумулације најкрупнијег вученог наноса и до преласка једног дела крупнијег лебдећег материјала у вучени. Међутим, при повећању енергије, ситнији вучен материјал прелази у суспензију, а претходно одложени крупнији стенски одломци поново бивају покренути као вучен материјал. 

### Акумулација
С постепеним опадањем кинетичке енергије водотока обавља се и акумулација материјала. Акумулиран материјал задржава карактеристике које је имао при транспорту. Материјал је обрађен, заобљен и веома добро класификован по крупноћи. 
Идући од изворишта ка ушћу вишеструко се мењају подручја појачане ерозије и акумулације. На местима већег нагиба корита реке повећавају се њена брзина и кинетичка енергија, па се појачава и ерозија. На таквим местима таложе се само најкрупнији облуци. На местима ублажавања нагиба, насупрот томе, брзина и кинетичка енергија водотока се смањују и појачава се акумулација ситнијег и финијег материјала, као што су шљунак, песак и муљ. 
Количина воде и хидраулички режим водотока се током времена мењају. Стога се дешава да се на истом простору у флувијалном наносу и по више пута смењују крупнији и ситнији материјали. Тако се преко муља и песка таложе шљунак и крупни облуци, преко њих опет песак итд. И у таквим случајевима запажа се, међутим, јасна граница између материјала различите крупноће. 

## Морфолошки облици флувијалног процеса
У зависности од тога којим механизмом су настали, морфолошки облици флувијалног процеса се могу поделити на ерозионе и акумулационе облике. 
Флувијални ерозиони облици су: речно корито, речна долина, речна тераса, флувијални под, флувијална површ, итд.
Флувијални акумулациони облици настају таложењем речног материјала на местима где слаби транспортна снага тока реке. Речни материјал је настао ерозијом корита главне реке и њених притока, касније коразијом и спирањем долинских страна. У флувијалне акумулационе облике убрајају се: плавине, речна острва, делте, алувијалне равни и акумулационе речне терасе.